# Paramètre de position

Animation de la fonction de densité d'une loi normale, en faisant varier la moyenne entre -5 et 5. La moyenne est un paramètre de position et ne fait que déplacer la courbe en forme de cloche.

En théorie des probabilités et statistiques, un paramètre de position (ou de localisation) est, comme son nom l'indique, un paramètre qui régit la position d'une densité de probabilité.  Si ce paramètre (scalaire ou vectoriel) est noté λ, la densité se présente formellement comme :
{\displaystyle f_{\lambda }(x)=f(x-\lambda ),}
où f représente en quelque sorte la densité témoin[réf. nécessaire].
En d'autres termes, lorsque la densité est graphée, le paramètre de position détermine la position de l'origine : si λ est positif (respectivement négatif), alors l'origine est décalée à droite (respectivement gauche).

## Exemples

### Lois normales
La loi normale {\displaystyle N(\mu ,\sigma ^{2})} admet deux paramètres : la moyenne {\displaystyle \mu } est le paramètre de position, et le paramètre d'échelle est l'écart-type {\displaystyle \sigma }.

### Loi de Cauchy
Par exemple, un cas particulier de la loi de Cauchy est donné par la densité
{\displaystyle f(x;x_{0})={\frac {1}{\pi }}{\frac {1}{(x-x_{0})^{2}+1}}}.
Le paramètre {\displaystyle x_{0}} est alors un paramètre de position.

## Lien avec les autres paramètres
Un paramètre de position est souvent associé à un paramètre d'échelle θ. La densité prend alors la forme
{\displaystyle f_{\lambda ,\theta }(x)=f_{\theta }(x-\lambda )}.
Le paramètre de position λ et le paramètre d’échelle θ constituent ensemble les paramètres affines de la loi de distribution ; tout autre paramètre est un paramètre de forme.

## Exemples
Les lois présentant un paramètre de position sont très nombreuses. En voici quelques exemples :
- Loi normale
- Loi logistique
- Loi de Cauchy (probabilités)
- Loi de Weibull